# Луций Антоний Альб (консул-суффект 131/132 года)
Луций Антоний Альб (лат. Lucius Antonius Albus) — римский государственный деятель первой половины II века.
Альб происходил, по всей видимости, из Эфеса. Его отцом был консул-суффект 102 года Луций Антоний Альб. Он вошёл в состав сената в эпоху правления Траяна или Адриана. Его карьера протекала следующим образом: сначала он был монетным триумвиром, затем военным трибуном I легиона Минервы, кандидатом в квесторы от Траяна, кандидатом в народные трибуны от Адриана, претором, легатом Азии (?), куратором дорог, проконсулом Ахайи. В 131/132 году он занимал должность консула-суффекта. В 147/148 году Альб находился на посту проконсула Азии. Также он входил в состав жреческой коллегии арвальских братьев.